# Ineos Grenadiers
Ineos Grenadiers (Kod UCI: IGD) – zawodowa grupa kolarska mająca siedzibę w Wielkiej Brytanii. Drużyna powstała w 2009 roku i finansowana była przez firmę British Sky Broadcasting jako wyłącznego głównego sponsora, w związku z czym występowała pod nazwą Team Sky. 30 kwietnia 2019 nastąpiła zmiana sponsora i drużyna zmieniła nazwę na Team Ineos. Pierwszy wyścig w koszulkach Ineos zawodnicy odbyli 2 maja 2019 podczas Tour of Yorkshire. 
Przed Tour de France 2020 drużyna zmieniła nazwę na Ineos Grenadiers, w związku z planowanym wprowadzeniem na rynek nowego pojazdu terenowego Ineos Grenadier przez głównego sponsora.
Grupa zarejestrowana w dywizji UCI WorldTeams.

## Nazwa grupy w poszczególnych latach
| lata      | nazwa                         |
| --------- | ----------------------------- |
| 2010–2011 | Sky Professional Cycling Team |
| 2012–2013 | Sky Procycling                |
| 2014–2019 | Team Sky                      |
| 2019–2020 | Team Ineos                    |
| od 2020   | Ineos Grenadiers              |

## Obecny skład (2024)
| Skład drużyny 2024           | Skład drużyny 2024   | Skład drużyny 2024 | Skład drużyny 2024                       |
| Imię i nazwisko              | Data urodzenia       | Państwo            | Poprzednia grupa                         |
| ---------------------------- | -------------------- | ------------------ | ---------------------------------------- |
| Thymen Arensman              | 4 grudnia 1999       | Holandia           | Team DSM (2022)                          |
| Andrew August                | 12 października 2005 | Stany Zjednoczone  | Hot Tubes Cycling (2023)                 |
| Egan Bernal                  | 13 stycznia 1997     | Kolumbia           | Androni-Sidermec-Bottecchia (2017)       |
| Jonathan Castroviejo         | 27 kwietnia 1987     | Hiszpania          | Movistar Team (2017)                     |
| Laurens De Plus              | 4 września 1995      | Belgia             | Jumbo-Visma (2020)                       |
| Tobias Foss                  | 25 maja 1997         | Norwegia           | Jumbo-Visma (2023)                       |
| Omar Fraile                  | 17 lipca 1990        | Hiszpania          | Astana-Premier Tech (2021)               |
| Filippo Ganna                | 25 lipca 1996        | Włochy             | UAE Team Emirates (2018)                 |
| Ethan Hayter                 | 18 września 1998     | Wielka Brytania    | VC Londres (2019)                        |
| Leo Hayter                   | 10 sierpnia 2001     | Wielka Brytania    | Hagens Berman Axeon (2022)               |
| Kim Heiduk                   | 3 marca 2000         | Niemcy             | Team Lotto-Kern Haus (2021)              |
| Michał Kwiatkowski           | 2 czerwca 1990       | Polska             | Etixx-Quick Step (2015)                  |
| Michael Leonard              | 26 marca 2004        | Kanada             | Team Franco Ballerini (2022)             |
| Jhonatan Narváez             | 4 marca 1997         | Ekwador            | Quick-Step Floors (2018)                 |
| Thomas Pidcock               | 30 lipca 1999        | Wielka Brytania    | Trinity Racing (2020)                    |
| Salvatore Puccio             | 31 sierpnia 1989     | Włochy             |                                          |
| Brandon Rivera               | 21 marca 1996        | Kolumbia           | GW Shimano (2019)                        |
| Carlos Rodríguez             | 2 lutego 2001        | Hiszpania          |                                          |
| Óscar Rodríguez              | 6 maja 1995          | Hiszpania          | Movistar Team (2023)                     |
| Luke Rowe                    | 10 marca 1990        | Wielka Brytania    | 100% me (2011)                           |
| Magnus Sheffield             | 19 kwietnia 2002     | Stany Zjednoczone  | Rally Cycling (2021)                     |
| Ben Swift                    | 5 listopada 1987     | Wielka Brytania    | UAE Team Emirates (2018)                 |
| Connor Swift                 | 30 października 1995 | Wielka Brytania    | Arkéa-Samsic (2022)                      |
| Joshua Tarling               | 15 lutego 2004       | Wielka Brytania    | FlandersColor Galloo (2022)              |
| Geraint Thomas               | 25 maja 1986         | Wielka Brytania    | Barloworld (2009)                        |
| Ben Turner                   | 28 maja 1999         | Wielka Brytania    | Trinity Racing (2021)                    |
| Elia Viviani                 | 7 lutego 1989        | Włochy             | Cofidis (2021)                           |
| Theodor Storm                | 31 marca 2005        | Dania              | Team NPV-Carl Ras Roskilde Junior (2023) |
| Artem Shmidt (25 sie–31 gru) | 30 stycznia 2004     | Stany Zjednoczone  | Hagens Berman Jayco (2024)               |
|                              |                      |                    |                                          |
| Źródło: ProCyclingStats      |                      |                    |                                          |

## Sezony

### 2023

#### Skład
| Skład drużyny 2023      | Skład drużyny 2023   | Skład drużyny 2023 | Skład drużyny 2023                 |
| Imię i nazwisko         | Data urodzenia       | Państwo            | Poprzednia grupa                   |
| ----------------------- | -------------------- | ------------------ | ---------------------------------- |
| Thymen Arensman         | 4 grudnia 1999       | Holandia           | Team DSM (2022)                    |
| Egan Bernal             | 13 stycznia 1997     | Kolumbia           | Androni-Sidermec-Bottecchia (2017) |
| Jonathan Castroviejo    | 27 kwietnia 1987     | Hiszpania          | Movistar Team (2017)               |
| Laurens De Plus         | 4 września 1995      | Belgia             | Jumbo-Visma (2020)                 |
| Omar Fraile             | 17 lipca 1990        | Hiszpania          | Astana-Premier Tech (2021)         |
| Filippo Ganna           | 25 lipca 1996        | Włochy             | UAE Team Emirates (2018)           |
| Tao Geoghegan Hart      | 30 marca 1995        | Wielka Brytania    | Axeon-Hagens Berman (2016)         |
| Ethan Hayter            | 18 września 1998     | Wielka Brytania    | VC Londres (2019)                  |
| Leo Hayter              | 10 sierpnia 2001     | Wielka Brytania    | Hagens Berman Axeon (2022)         |
| Kim Heiduk              | 3 marca 2000         | Niemcy             | Team Lotto-Kern Haus (2021)        |
| Michał Kwiatkowski      | 2 czerwca 1990       | Polska             | Etixx-Quick Step (2015)            |
| Michael Leonard         | 26 marca 2004        | Kanada             | Team Franco Ballerini (2022)       |
| Daniel Felipe Martínez  | 25 kwietnia 1996     | Kolumbia           | EF Pro Cycling (2020)              |
| Jhonatan Narváez        | 4 marca 1997         | Ekwador            | Quick-Step Floors (2018)           |
| Thomas Pidcock          | 30 lipca 1999        | Wielka Brytania    | Trinity Racing (2020)              |
| Lucas Plapp             | 25 grudnia 2000      | Australia          | InForm TMX MAKE (2021)             |
| Salvatore Puccio        | 31 sierpnia 1989     | Włochy             |                                    |
| Carlos Rodríguez        | 2 lutego 2001        | Hiszpania          |                                    |
| Luke Rowe               | 10 marca 1990        | Wielka Brytania    | 100% me (2011)                     |
| Magnus Sheffield        | 19 kwietnia 2002     | Stany Zjednoczone  | Rally Cycling (2021)               |
| Pawieł Siwakow          | 11 lipca 1997        | Francja            | BMC Development (2017)             |
| Ben Swift               | 5 listopada 1987     | Wielka Brytania    | UAE Team Emirates (2018)           |
| Connor Swift            | 30 października 1995 | Wielka Brytania    | Arkéa-Samsic (2022)                |
| Joshua Tarling          | 15 lutego 2004       | Wielka Brytania    | FlandersColor Galloo (2022)        |
| Geraint Thomas          | 25 maja 1986         | Wielka Brytania    | Barloworld (2009)                  |
| Ben Tulett              | 26 sierpnia 2001     | Wielka Brytania    | Alpecin-Fenix (2021)               |
| Ben Turner              | 28 maja 1999         | Wielka Brytania    | Trinity Racing (2021)              |
| Elia Viviani            | 7 lutego 1989        | Włochy             | Cofidis (2021)                     |
| Brandon Rivera          | 21 marca 1996        | Kolumbia           | GW Shimano (2019)                  |
| Cameron Wurf            | 3 sierpnia 1983      | Australia          | Cylance-InCycle-Cannondale (2019)  |
|                         |                      |                    |                                    |
| Źródło: ProCyclingStats |                      |                    |                                    |

#### Zwycięstwa
| Zwycięstwa       | Zwycięstwa                                                 | Zwycięstwa      | Zwycięstwa | Zwycięstwa                       | Zwycięstwa |
| Data             | Wyścig                                                     | Państwo         | Kategoria  | Zwycięzca                        |            |
| ---------------- | ---------------------------------------------------------- | --------------- | ---------- | -------------------------------- | ---------- |
| 8 sty            | Mistrzostwa Australii – start wspólny                      | Australia       | CN         | Lucas Plapp                      |            |
| 27 sty           | Vuelta a San Juan, 5. etap                                 | Argentyna       | 2.Pro      | Miguel Ángel López Filippo Ganna |            |
| 29 stycznia 2023 | Vuelta a San Juan, klasyfikacja generalna                  | Argentyna       | 2.Pro      | Filippo Ganna                    |            |
| 4 lut            | Volta a la Comunitat Valenciana, 4. etap                   | Hiszpania       | 2.Pro      | Tao Geoghegan Hart               |            |
| 11 lut           | Vuelta a Murcia                                            | Hiszpania       | 1.1        | Ben Turner                       |            |
| 18 lut           | Volta ao Algarve, 4. etap                                  | Portugalia      | 2.Pro      | Thomas Pidcock                   |            |
| 19 lut           | Vuelta a Andalucía, 5. etap                                | Hiszpania       | 2.Pro      | Omar Fraile                      |            |
| 19 lutego 2023   | Volta ao Algarve, klasyfikacja generalna                   | Portugalia      | 2.Pro      | Daniel Felipe Martínez           |            |
| 4 mar            | Strade Bianche                                             | Włochy          | 1.UWT      | Thomas Pidcock                   |            |
| 6 mar            | Tirreno-Adriático, 1. etap                                 | Włochy          | 2.UWT      | Filippo Ganna                    |            |
| 3 kwi            | Vuelta al País Vasco, 1. etap                              | Hiszpania       | 2.UWT      | Ethan Hayter                     |            |
| 17 kwi           | Tour of the Alps, 1. etap                                  | Austria         | 2.Pro      | Tao Geoghegan Hart               |            |
| 18 kwi           | Tour of the Alps, 2. etap                                  | Włochy          | 2.Pro      | Tao Geoghegan Hart               |            |
| 21 kwietnia 2023 | Tour of the Alps, klasyfikacja generalna                   | Włochy          | 2.Pro      | Tao Geoghegan Hart               |            |
| 27 kwi           | Tour de Romandie, 2. etap                                  | Szwajcaria      | 2.UWT      | Ethan Hayter                     |            |
| 26 maj           | Tour of Norway, prolog                                     | Norwegia        | 2.Pro      | Ben Tulett                       |            |
| 29 maja 2023     | Tour of Norway, klasyfikacja generalna                     | Norwegia        | 2.Pro      | Ben Tulett                       |            |
| 21 cze           | Mistrzostwa Wielkiej Brytanii – jazda indywidualna na czas | Wielka Brytania | CN         | Joshua Tarling                   |            |
| 22 cze           | Mistrzostwa Polski – jazda indywidualna na czas            | Polska          | CN         | Michał Kwiatkowski               |            |
| 22 cze           | Mistrzostwa Włoch – jazda indywidualna na czas             | Włochy          | CN         | Filippo Ganna                    |            |
| 23 cze           | Mistrzostwa Kanady – jazda indywidualna na czas            | Kanada          | CN         | Derek Gee                        |            |
| 23 cze           | Mistrzostwa Hiszpanii – jazda indywidualna na czas         | Hiszpania       | CN         | Jonathan Castroviejo             |            |
| 3 lip            | Österreich-Rundfahrt, 2. etap                              | Austria         | 2.1        | Jhonatan Narváez                 |            |
| 4 lip            | Österreich-Rundfahrt, 3. etap                              | Austria         | 2.1        | Jhonatan Narváez                 |            |
| 6 lip            | Österreich-Rundfahrt, 5. etap                              | Austria         | 2.1        | Jhonatan Narváez                 |            |
| 6 lipca 2023     | Österreich-Rundfahrt, klasyfikacja generalna               | Austria         | 2.1        | Jhonatan Narváez                 |            |
| 14 lip           | Tour de France, 13. etap                                   | Francja         | 2.UWT      | Michał Kwiatkowski               |            |
| 15 lip           | Tour de France, 14. etap                                   | Francja         | 2.UWT      | Carlos Rodríguez                 |            |
| 22 lip           | Tour de Wallonie, 1. etap                                  | Belgia          | 2.Pro      | Filippo Ganna                    |            |
| 25 lip           | Tour de Wallonie, 4. etap                                  | Belgia          | 2.Pro      | Filippo Ganna                    |            |
| 26 lipca 2023    | Tour de Wallonie, klasyfikacja generalna                   | Belgia          | 2.Pro      | Filippo Ganna                    |            |
| 24 sie           | Benelux Tour, 2. etap                                      | Holandia        | 2.UWT      | Joshua Tarling                   |            |
| 5 wrz            | Vuelta a España, 10. etap                                  | Hiszpania       | 2.UWT      | Filippo Ganna                    |            |
| 10 wrz           | Tour of Britain, 8. etap                                   | Wielka Brytania | 2.Pro      | Carlos Rodríguez                 |            |
| 13 wrz           | Giro di Toscana                                            | Włochy          | 1.1        | Pawieł Siwakow                   |            |
| 26 wrz           | Tour of Croatia, 1. etap                                   | Chorwacja       | 2.1        | Elia Viviani                     |            |
| 12 paź           | Tour of Guangxi, 1. etap                                   | Chiny           | 2.UWT      | Elia Viviani                     |            |
| 15 paź           | Chrono des Nations                                         | Francja         | 1.1        | Joshua Tarling                   |            |

### 2020

#### Skład
| Skład drużyny 2020             | Skład drużyny 2020   | Skład drużyny 2020 | Skład drużyny 2020                   |
| Imię i nazwisko                | Data urodzenia       | Państwo            | Poprzednia grupa                     |
| ------------------------------ | -------------------- | ------------------ | ------------------------------------ |
| Leonardo Basso                 | 25 grudnia 1993      | Włochy             | General Store Bottoli Zardini (2017) |
| Egan Bernal                    | 13 stycznia 1997     | Kolumbia           | Androni-Sidermec-Bottecchia (2017)   |
| Richard Carapaz                | 29 maja 1993         | Ekwador            | Movistar Team (2019)                 |
| Jonathan Castroviejo           | 27 kwietnia 1987     | Hiszpania          | Movistar Team (2017)                 |
| Rohan Dennis                   | 28 maja 1990         | Australia          | Bahrain-Merida (2019)                |
| Owain Doull                    | 2 maja 1993          | Wielka Brytania    | Team Wiggins (2016)                  |
| Edward Dunbar                  | 1 września 1996      | Irlandia           | Aqua Blue Sport (2018)               |
| Chris Froome                   | 20 maja 1985         | Wielka Brytania    | Barloworld (2009)                    |
| Filippo Ganna                  | 25 lipca 1996        | Włochy             | UAE Team Emirates (2018)             |
| Tao Geoghegan Hart             | 30 marca 1995        | Wielka Brytania    | Axeon-Hagens Berman (2016)           |
| Michał Gołaś                   | 29 kwietnia 1984     | Polska             | Etixx-Quick Step (2015)              |
| Ethan Hayter                   | 18 września 1998     | Wielka Brytania    | VC Londres (2019)                    |
| Sebastián Henao                | 5 sierpnia 1993      | Kolumbia           | Colombia-Coldeportes (2013)          |
| Wasil Kiryjenka (1 sty–30 sty) | 28 czerwca 1981      | Białoruś           | Movistar Team (2012)                 |
| Christian Knees                | 5 marca 1981         | Niemcy             | Team Milram (2010)                   |
| Michał Kwiatkowski             | 2 czerwca 1990       | Polska             | Etixx-Quick Step (2015)              |
| Christopher Lawless            | 4 listopada 1995     | Wielka Brytania    | Axeon-Hagens Berman (2017)           |
| Gianni Moscon                  | 20 kwietnia 1994     | Włochy             | Zalf Euromobil Désirée Fior (2015)   |
| Jhonatan Narváez               | 4 marca 1997         | Ekwador            | Quick-Step Floors (2018)             |
| Salvatore Puccio               | 31 sierpnia 1989     | Włochy             |                                      |
| Brandon Rivera                 | 21 marca 1996        | Kolumbia           | GW Shimano (2019)                    |
| Carlos Rodríguez               | 2 lutego 2001        | Hiszpania          |                                      |
| Luke Rowe                      | 10 marca 1990        | Wielka Brytania    | 100% me (2011)                       |
| Pawieł Siwakow                 | 11 lipca 1997        | Rosja              | BMC Development (2017)               |
| Iván Sosa                      | 31 października 1997 | Kolumbia           | Androni Giocattoli-Sidermec (2018)   |
| Ian Stannard                   | 25 maja 1987         | Wielka Brytania    | ISD-Neri (2009)                      |
| Ben Swift                      | 5 listopada 1987     | Wielka Brytania    | UAE Team Emirates (2018)             |
| Geraint Thomas                 | 25 maja 1986         | Wielka Brytania    | Barloworld (2009)                    |
| Dylan van Baarle               | 21 maja 1992         | Holandia           | Cannondale-Drapac (2017)             |
| Cameron Wurf (31 sty–31 gru)   | 3 sierpnia 1983      | Australia          | Cylance-InCycle-Cannondale (2019)    |
| Andrey Amador (11 lut–31 gru)  | 29 sierpnia 1986     | Kostaryka          | Movistar Team (2020)                 |
|                                |                      |                    |                                      |
| Źródło: ProCyclingStats        |                      |                    |                                      |

#### Zwycięstwa
| Zwycięstwa           | Zwycięstwa                                                          | Zwycięstwa | Zwycięstwa | Zwycięstwa         | Zwycięstwa |
| Data                 | Wyścig                                                              | Państwo    | Kategoria  | Zwycięzca          |            |
| -------------------- | ------------------------------------------------------------------- | ---------- | ---------- | ------------------ | ---------- |
| 16 lut               | Tour de La Provence, 4. etap                                        | Francja    | 2.Pro      | Owain Doull        |            |
| 1 sie                | Vuelta a Burgos, 5. etap                                            | Hiszpania  | 2.Pro      | Iván Sosa          |            |
| 3 sie                | Route d’Occitanie, 3. etap                                          | Francja    | 2.1        | Egan Bernal        |            |
| 4 sierpnia 2020      | Route d’Occitanie, klasyfikacja generalna                           | Francja    | 2.1        | Egan Bernal        |            |
| 7 sie                | Tour de Pologne, 3. etap                                            | Polska     | 2.UWT      | Richard Carapaz    |            |
| 3 wrz                | Settimana Internazionale di Coppi e Bartali, 3. etap                | Włochy     | 2.1        | Jhonatan Narváez   |            |
| 4 września 2020      | Settimana Internazionale di Coppi e Bartali, klasyfikacja generalna | Włochy     | 2.1        | Jhonatan Narváez   |            |
| 14 wrz               | Tirreno-Adriático, 8. etap                                          | Włochy     | 2.UWT      | Filippo Ganna      |            |
| 17 wrz               | Tour de France, 18. etap                                            | Francja    | 2.UWT      | Michał Kwiatkowski |            |
| 19 wrz               | Giro dell’Appennino                                                 | Włochy     | 1.1        | Ethan Hayter       |            |
| 25 wrz               | Mistrzostwa świata – jazda indywidualna na czas                     | Włochy     | CM         | Filippo Ganna      |            |
| 3 paź                | Giro d'Italia, 1. etap                                              | Włochy     | 2.UWT      | Filippo Ganna      |            |
| 7 paź                | Giro d'Italia, 5. etap                                              | Włochy     | 2.UWT      | Filippo Ganna      |            |
| 15 paź               | Giro d'Italia, 12. etap                                             | Włochy     | 2.UWT      | Jhonatan Narváez   |            |
| 17 paź               | Giro d'Italia, 14. etap                                             | Włochy     | 2.UWT      | Filippo Ganna      |            |
| 18 paź               | Giro d'Italia, 15. etap                                             | Włochy     | 2.UWT      | Tao Geoghegan Hart |            |
| 24 paź               | Giro d'Italia, 20. etap                                             | Włochy     | 2.UWT      | Tao Geoghegan Hart |            |
| 25 paź               | Giro d'Italia, 21. etap                                             | Włochy     | 2.UWT      | Filippo Ganna      |            |
| 25 października 2020 | Giro d'Italia, klasyfikacja generalna                               | Włochy     | 2.UWT      | Tao Geoghegan Hart |            |

### 2019

#### Skład
| Skład drużyny 2019                       | Skład drużyny 2019   | Skład drużyny 2019 | Skład drużyny 2019                   |
| Imię i nazwisko                          | Data urodzenia       | Państwo            | Poprzednia grupa                     |
| ---------------------------------------- | -------------------- | ------------------ | ------------------------------------ |
| Leonardo Basso                           | 25 grudnia 1993      | Włochy             | General Store Bottoli Zardini (2017) |
| Egan Bernal                              | 13 stycznia 1997     | Kolumbia           | Androni-Sidermec-Bottecchia (2017)   |
| Jonathan Castroviejo                     | 27 kwietnia 1987     | Hiszpania          | Movistar Team (2017)                 |
| David de la Cruz                         | 6 maja 1989          | Hiszpania          | Quick-Step Floors (2017)             |
| Owain Doull                              | 2 maja 1993          | Wielka Brytania    | Team Wiggins (2016)                  |
| Edward Dunbar                            | 1 września 1996      | Irlandia           | Aqua Blue Sport (2018)               |
| Kenny Elissonde                          | 22 lipca 1991        | Francja            | FDJ (2016)                           |
| Chris Froome                             | 20 maja 1985         | Wielka Brytania    | Barloworld (2009)                    |
| Filippo Ganna                            | 25 lipca 1996        | Włochy             | UAE Team Emirates (2018)             |
| Tao Geoghegan Hart                       | 30 marca 1995        | Wielka Brytania    | Axeon-Hagens Berman (2016)           |
| Michał Gołaś                             | 29 kwietnia 1984     | Polska             | Etixx-Quick Step (2015)              |
| Kristoffer Halvorsen                     | 13 kwietnia 1996     | Norwegia           | Joker Icopal (2017)                  |
| Sebastián Henao                          | 5 sierpnia 1993      | Kolumbia           | Colombia-Coldeportes (2013)          |
| Wasil Kiryjenka                          | 28 czerwca 1981      | Białoruś           | Movistar Team (2012)                 |
| Christian Knees                          | 5 marca 1981         | Niemcy             | Team Milram (2010)                   |
| Michał Kwiatkowski                       | 2 czerwca 1990       | Polska             | Etixx-Quick Step (2015)              |
| Christopher Lawless                      | 4 listopada 1995     | Wielka Brytania    | Axeon-Hagens Berman (2017)           |
| Gianni Moscon                            | 20 kwietnia 1994     | Włochy             | Zalf Euromobil Désirée Fior (2015)   |
| Jhonatan Narváez                         | 4 marca 1997         | Ekwador            | Quick-Step Floors (2018)             |
| Wout Poels                               | 1 października 1987  | Holandia           | Omega Pharma-Quick Step (2014)       |
| Salvatore Puccio                         | 31 sierpnia 1989     | Włochy             |                                      |
| Diego Rosa                               | 27 marca 1989        | Włochy             | Astana (2016)                        |
| Luke Rowe                                | 10 marca 1990        | Wielka Brytania    | 100% me (2011)                       |
| Pawieł Siwakow                           | 11 lipca 1997        | Rosja              | BMC Development (2017)               |
| Iván Sosa                                | 31 października 1997 | Kolumbia           | Androni Giocattoli-Sidermec (2018)   |
| Ian Stannard                             | 25 maja 1987         | Wielka Brytania    | ISD-Neri (2009)                      |
| Ben Swift                                | 5 listopada 1987     | Wielka Brytania    | UAE Team Emirates (2018)             |
| Geraint Thomas                           | 25 maja 1986         | Wielka Brytania    | Barloworld (2009)                    |
| Dylan van Baarle                         | 21 maja 1992         | Holandia           | Cannondale-Drapac (2017)             |
|                                          |                      |                    |                                      |
| Źródła: ProCyclingStats Cycling Quotient |                      |                    |                                      |

#### Zwycięstwa
| Zwycięstwa       | Zwycięstwa                                | Zwycięstwa      | Zwycięstwa | Zwycięstwa           | Zwycięstwa |
| Data             | Wyścig                                    | Państwo         | Kategoria  | Zwycięzca            |            |
| ---------------- | ----------------------------------------- | --------------- | ---------- | -------------------- | ---------- |
| 1 lut            | Herald Sun Tour, 3. etap                  | Australia       | 2.1        | Owain Doull          |            |
| 3 lut            | Herald Sun Tour, 5. etap                  | Australia       | 2.1        | Kristoffer Halvorsen |            |
| 3 lutego 2019    | Herald Sun Tour, klasyfikacja generalna   | Australia       | 2.1        | Dylan van Baarle     |            |
| 14 lut           | Tour de La Provence, 1. etap              | Francja         | 2.1        | Filippo Ganna        |            |
| 17 marca 2019    | Paryż-Nicea, klasyfikacja generalna       | Francja         | 2.UWT      | Egan Bernal          |            |
| 22 kwi           | Tour of the Alps, 1. etap                 | Austria         | 2.HC       | Tao Geoghegan Hart   |            |
| 23 kwi           | Tour of the Alps, 2. etap                 | Włochy          | 2.HC       | Pawieł Siwakow       |            |
| 25 kwi           | Tour of the Alps, 4. etap                 | Włochy          | 2.HC       | Tao Geoghegan Hart   |            |
| 26 kwietnia 2019 | Tour of the Alps, klasyfikacja generalna  | Włochy          | 2.HC       | Pawieł Siwakow       |            |
| 5 maja 2019      | Tour de Yorkshire, klasyfikacja generalna | Wielka Brytania | 2.HC       | Christopher Lawless  |            |
| 2 cze            | Tour of Norway, 6. etap                   | Norwegia        | 2.HC       | Kristoffer Halvorsen |            |

### 2018

#### Skład
| Skład drużyny 2018                       | Skład drużyny 2018  | Skład drużyny 2018 | Skład drużyny 2018                                   |
| Imię i nazwisko                          | Data urodzenia      | Państwo            | Poprzednia grupa                                     |
| ---------------------------------------- | ------------------- | ------------------ | ---------------------------------------------------- |
| Egan Bernal                              | 13 stycznia 1997    | Kolumbia           | Androni-Sidermec-Bottecchia (2017)                   |
| Jonathan Castroviejo                     | 27 kwietnia 1987    | Hiszpania          | Movistar Team (2017)                                 |
| David de la Cruz                         | 6 maja 1989         | Hiszpania          | Quick-Step Floors (2017)                             |
| Philip Deignan                           | 7 września 1983     | Irlandia           | UnitedHealthcare (2013)                              |
| Jonathan Dibben                          | 12 lutego 1994      | Wielka Brytania    | Team Wiggins (2016)                                  |
| Owain Doull                              | 2 maja 1993         | Wielka Brytania    | Team Wiggins (2016)                                  |
| Kenny Elissonde                          | 22 lipca 1991       | Francja            | FDJ (2016)                                           |
| Chris Froome                             | 20 maja 1985        | Wielka Brytania    | Barloworld (2009)                                    |
| Tao Geoghegan Hart                       | 30 marca 1995       | Wielka Brytania    | Axeon-Hagens Berman (2016)                           |
| Michał Gołaś                             | 29 kwietnia 1984    | Polska             | Etixx-Quick Step (2015)                              |
| Kristoffer Halvorsen                     | 13 kwietnia 1996    | Norwegia           | Joker Icopal (2017)                                  |
| Sebastián Henao                          | 5 sierpnia 1993     | Kolumbia           | Colombia-Coldeportes (2013)                          |
| Sergio Henao                             | 10 grudnia 1987     | Kolumbia           | Gobernación de Antioquia-Indeportes Antioquia (2011) |
| Beñat Intxausti                          | 20 marca 1986       | Hiszpania          | Movistar Team (2015)                                 |
| Wasil Kiryjenka                          | 28 czerwca 1981     | Białoruś           | Movistar Team (2012)                                 |
| Christian Knees                          | 5 marca 1981        | Niemcy             | Team Milram (2010)                                   |
| Michał Kwiatkowski                       | 2 czerwca 1990      | Polska             | Etixx-Quick Step (2015)                              |
| Christopher Lawless                      | 4 listopada 1995    | Wielka Brytania    | Axeon-Hagens Berman (2017)                           |
| David López García                       | 13 maja 1981        | Hiszpania          | Movistar Team (2012)                                 |
| Gianni Moscon                            | 20 kwietnia 1994    | Włochy             | Zalf Euromobil Désirée Fior (2015)                   |
| Wout Poels                               | 1 października 1987 | Holandia           | Omega Pharma-Quick Step (2014)                       |
| Salvatore Puccio                         | 31 sierpnia 1989    | Włochy             |                                                      |
| Diego Rosa                               | 27 marca 1989       | Włochy             | Astana (2016)                                        |
| Luke Rowe                                | 10 marca 1990       | Wielka Brytania    | 100% me (2011)                                       |
| Pawieł Siwakow                           | 11 lipca 1997       | Rosja              | BMC Development (2017)                               |
| Ian Stannard                             | 25 maja 1987        | Wielka Brytania    | ISD-Neri (2009)                                      |
| Geraint Thomas                           | 25 maja 1986        | Wielka Brytania    | Barloworld (2009)                                    |
| Dylan van Baarle                         | 21 maja 1992        | Holandia           | Cannondale-Drapac (2017)                             |
| Łukasz Wiśniowski                        | 7 grudnia 1991      | Polska             | Etixx-Quick Step (2016)                              |
| Leonardo Basso                           | 25 grudnia 1993     | Włochy             | General Store Bottoli Zardini (2017)                 |
| Edward Dunbar (13 wrz–31 gru)            | 1 września 1996     | Irlandia           | Axeon-Hagens Berman (2017)                           |
|                                          |                     |                    |                                                      |
| Źródła: ProCyclingStats Cycling Quotient |                     |                    |                                                      |

#### Zwycięstwa
| Zwycięstwa     | Zwycięstwa                                                          | Zwycięstwa        | Zwycięstwa | Zwycięstwa          | Zwycięstwa |
| Data           | Wyścig                                                              | Państwo           | Kategoria  | Zwycięzca           |            |
| -------------- | ------------------------------------------------------------------- | ----------------- | ---------- | ------------------- | ---------- |
| 2 lut          | Mistrzostwa Kolumbii – jazda indywidualna na czas                   | Kolumbia          | CN         | Egan Bernal         |            |
| 4 lut          | Mistrzostwa Kolumbii – start wspólny                                | Kolumbia          | CN         | Sergio Henao        |            |
| 11 lutego 2018 | Tour Colombia, klasyfikacja generalna                               | Kolumbia          | 2.1        | Egan Bernal         |            |
| 15 lut         | Volta ao Algarve, 2. etap                                           | Portugalia        | 2.HC       | Michał Kwiatkowski  |            |
| 15 lut         | Vuelta a Andalucía, 2. etap                                         | Hiszpania         | 2.HC       | Wout Poels          |            |
| 16 lut         | Volta ao Algarve, 3. etap                                           | Portugalia        | 2.HC       | Geraint Thomas      |            |
| 18 lut         | Volta ao Algarve, 5. etap                                           | Portugalia        | 2.HC       | Michał Kwiatkowski  |            |
| 18 lutego 2018 | Volta ao Algarve, klasyfikacja generalna                            | Portugalia        | 2.HC       | Michał Kwiatkowski  |            |
| 18 lut         | Vuelta a Andalucía, 5. etap                                         | Hiszpania         | 2.HC       | David de la Cruz    |            |
| 7 mar          | Paryż-Nicea, 4. etap                                                | Francja           | 2.UWT      | Wout Poels          |            |
| 11 mar         | Paryż-Nicea, 8. etap                                                | Francja           | 2.UWT      | David de la Cruz    |            |
| 13 marca 2018  | Tirreno-Adriático, klasyfikacja generalna                           | Włochy            | 2.UWT      | Michał Kwiatkowski  |            |
| 22 mar         | Settimana Internazionale di Coppi e Bartali, 1. B etap              | Włochy            | 2.1        | Sky                 |            |
| 24 mar         | Settimana Internazionale di Coppi e Bartali, 3. etap                | Włochy            | 2.1        | Christopher Lawless |            |
| 25 marca 2018  | Settimana Internazionale di Coppi e Bartali, klasyfikacja generalna | Włochy            | 2.1        | Diego Rosa          |            |
| 27 kwi         | Tour de Romandie, 3. etap                                           | Szwajcaria        | 2.UWT      | Egan Bernal         |            |
| 14 maj         | Tour of California, 2. etap                                         | Stany Zjednoczone | 2.UWT      | Egan Bernal         |            |
| 18 maj         | Tour of California, 6. etap                                         | Stany Zjednoczone | 2.UWT      | Egan Bernal         |            |
| 19 maj         | Giro d'Italia, 14. etap                                             | Włochy            | 2.UWT      | Chris Froome        |            |
| 19 maja 2018   | Tour of California, klasyfikacja generalna                          | Stany Zjednoczone | 2.UWT      | Egan Bernal         |            |
| 25 maj         | Giro d'Italia, 19. etap                                             | Włochy            | 2.UWT      | Chris Froome        |            |
| 27 maja 2018   | Giro d'Italia, klasyfikacja generalna                               | Włochy            | 2.UWT      | Chris Froome        |            |
| 3 cze          | Critérium du Dauphiné, prolog                                       | Francja           | 2.UWT      | Michał Kwiatkowski  |            |
| 6 cze          | Critérium du Dauphiné, 3. etap                                      | Francja           | 2.UWT      | Sky                 |            |

## Ważniejsze sukcesy (2010-2012)

### 2012
- 1. miejsce, 8. etap Paryż-Nicea: Bradley Wiggins
- 1. miejsce, klasyfikacja generalna Paryż-Nicea: Bradley Wiggins
- 1. miejsce, 2. etap Tirreno-Adriático: Mark Cavendish
- 1. miejsce, 3. etap Tirreno-Adriático: Edvald Boasson Hagen
- 1. miejsce, klasyfikacja generalna Tour de France: Bradley Wiggins

### 2011
- Mistrz Finlandii w wyścigu ze startu wspólnego: Kjell Carlström
- Mistrz Wielkiej Brytanii w wyścigu ze startu wspólnego: Bradley Wiggins
- Mistrz Norwegii w jeździe indywidualnej na czas: Edvald Boasson Hagen
- Mistrz Wielkiej Brytanii w jeździe indywidualnej na czas: Alex Dowsett
- 1. miejsce, 2. i 6. etap Tour Down Under: Ben Swift
- 1. miejsce, 2. etap Paryż-Nicea: Greg Henderson
- 1. miejsce, 5. etap Tour de Romandie: Ben Swift
- 1. miejsce, klasyfikacja generalna Critérium du Dauphiné: Bradley Wiggins
- 1. miejsce, 6. i 17. etap Tour de France: Edvald Boasson Hagen
- 1. miejsce, 6. etap Eneco Tour: Edvald Boasson Hagen
- 1. miejsce, klasyfikacja generalna Eneco Tour: Edvald Boasson Hagen
- 1. miejsce, klasyfikacja punktowa Eneco Tour: Edvald Boasson Hagen
- 1. miejsce, Vattenfall Cyclassics: Edvald Boasson Hagen
- 1. miejsce, 2. etap Vuelta a España: Christopher Sutton
- 1. miejsce, 17. etap Vuelta a España: Chris Froome
- 1. miejsce, klasyfikacja drużynowa Dookoła Pekinu
- 2. miejsce, klasyfikacja generalna Vuelta a España: Chris Froome
- 2. miejsce, GP Ouest France-Plouay: Simon Gerrans
- 3. miejsce, klasyfikacja generalna Tour Down Under: Ben Swift
- 3. miejsce, klasyfikacja generalna Paris-Nice: Bradley Wiggins
- 3. miejsce, Amstel Gold Race: Simon Gerrans
- 3. miejsce, Grand Prix Cycliste de Québec: Rigoberto Uran
- 3. miejsce, klasyfikacja generalna Vuelta a España: Bradley Wiggins
- 3. miejsce, klasyfikacja generalna Dookoła Pekinu: Chris Froome

### 2010
- Mistrz Wielkiej Brytanii w wyścigu ze startu wspólnego: Geraint Thomas
- Mistrz Norwegii w jeździe indywidualnej na czas: Edvald Boasson Hagen
- Mistrz Wielkiej Brytanii w jeździe indywidualnej na czas: Bradley Wiggins
- 1. miejsce, 6. etap Tour Down Under: Christopher Sutton
- 1. miejsce, 1. etap Paryż-Nicea: Greg Henderson
- 1. miejsce, 7. etap Tirreno-Adriatico: Edvald Boasson Hagen
- 1. miejsce, 1. etap (ITT) Giro d'Italia: Bradley Wiggins
- 1. miejsce, 7. etap Critérium du Dauphiné: Edvald Boasson Hagen
- 1. miejsce, 4. etap Eneco Tour: Greg Henderson
- 1. miejsce, klasyfikacja punktowa Eneco Tour: Edvald Boasson Hagen
- 3. miejsce, klasyfikacja generalna Tour Down Under: Greg Henderson
- 3. miejsce, Paris-Roubaix: Juan Antonio Flecha